# 珠仔树
珠仔树（学名：Symplocos racemosa）也称总序山矾，为山矾科山矾属下的一个植物种。